# 絕命律師
《絕命律師》（英語：Better Call Saul）是一部美國電視連續劇，由文斯·吉利根（Vince Gilligan）以及彼得·古爾德（Peter Gould）共同創作和製作。這齣電視劇為《絕命毒師》的衍生前傳。背景年代設於2002年，講述吉米·麥吉爾（James "Jimmy" McGill）在《絕命毒師》劇情事件爆發，當上關鍵主角們的律師的六年前，是如何從個默默無名的普通辯護律師轉變成知名律師薩爾·古德曼 的故事。原劇名「Better Call Saul」（最好找索爾/請致電索爾）取自母劇《絕命毒師》中索爾律師事務所的廣告標語。「Saul Goodman」此假名來自吉米·麥吉爾的口頭禪，意指「老兄，一切都將安好！」（It's all good man!）
本劇由美國及加拿大地區的有線電視頻道原創和播映。首集播於2015年2月8日。首集開播首日收視率高達690萬，打破了有線電視台原創劇的開播收視紀錄。迄今本剧已播出五季。第六季也是最后一季由13集组成，分为两部分；第一部分于2022年4月18日首播，2022年5月23日结束。第二部分于2022年7月11日首播。

## 劇情
| 季數 | 集数 | 集数 | 首播日期      | 首播日期      | 首播日期 |
| 季數 | 集数 | 集数 | 首映          | 季终          | 电视网   |
| ---- | ---- | ---- | ------------- | ------------- | -------- |
| 1    | 10   | 10   | 2015年2月8日  | 2015年4月6日  | AMC      |
| 2    | 10   | 10   | 2016年2月15日 | 2016年4月18日 | AMC      |
| 3    | 10   | 10   | 2017年4月10日 | 2017年6月19日 | AMC      |
| 4    | 10   | 10   | 2018年8月6日  | 2018年10月8日 | AMC      |
| 5    | 10   | 10   | 2020年2月23日 | 2020年4月20日 | AMC      |
| 6    | 13   | 7    | 2022年4月18日 | 2022年5月23日 | AMC AMC+ |
| 6    | 13   | 6    | 2022年7月11日 | 2022年8月15日 | AMC AMC+ |

### 第一季（2015）
索爾·古德曼本名為吉米·麥吉爾，來自芝加哥，為人輕浮、油嘴滑舌，在家鄉素有著「假摔王吉米」的稱號，並常與朋友聯手行骗，有次意外闖禍被逮捕入獄，吉米特地致電央求多年未見面的阿布奎基市王牌律師哥哥查克（查爾斯·麥吉爾）出面為其保釋，查克受不了一生中吉米每次闖禍都要為其善後，於是安排他到自己位於新墨西哥州阿布奎基市的漢姆林-漢姆林-麥吉爾律師事務所（HHM）擔任送郵小弟，希望其痛改前非。吉米深受感動，並試圖奮發向上，收發室工作期間，期間與同為收發室出身的金·韦克斯勒关系密切，後透過自修，以同等學歷考到律師執照，卻遲遲無法受到律所認同。數年後查克卻因不明心理壓力原因導致他對電磁波過敏，恐懼所有電子產品，因此足不出戶，也無法正常工作，只能留職停薪賦閒在家。期間生活起居皆由吉米照料，吉米不滿同為合夥人的漢姆林如此冷落對待公司元老，數度與其對質皆不得其門而入。為了爭取客戶更數度與漢姆林爆發衝突。默默無聞的吉米，僅能擔任法院的公設辯護人，接每逢必輸的小案子。在行騙時結識了毒梟杜可薩拉曼卡和納丘瓦爾加，以及因為子報仇而在費城擊殺了兩名員警，現在在阿布奎基的法院停車場擔任收銀員的前警察麥克爾曼特勞等人。在一次處理老人遺囑的案子時，发现療養院不合理的收費制度，時來運轉。但案件涉及層面過於大，吉米與查克無法獨自完成龐大訴訟準備工作，因此只能與昔日宿敵霍華德合作，期間竟意外發現，長年將自己拒於HHM門外的竟是自己的親哥哥查克，原来查克一直看不起又嫉妒弟弟，认为他那样的人当上律师，就像“猩猩拿上了机关枪”。

### 第二季（2016）
吉米發現查克竟是處處與其作對的背後主使，與哥哥鬧翻。因前一季争取到了疗养院的巨型诉讼，在女友金的极力帮助争取下，霍華德引薦吉米至D&M 事務所工作，一同處理老人療養院訴訟案，吉米雖感受到前所未有的重視與高薪待遇，但吉米處事風格放蕩不羈、愛鑽法律漏洞的性格，處處與雇主、同事不合，吉米不久便離開D&M 事務所，重新單獨執業。期間與金·韦克斯勒开始同居。吉米想说服金辞职和自己合开一间事务所，就以两人的姓氏命名为“Wexler & McGill”，这是吉米多年来的梦想。但金认为两人的执业方式相差太远，婉拒了提议。但金同意與吉米同租一間辦公室，成為两个分别执业的个体律師。
同時，納丘擔心精神狀態不穩的杜可會威脅到他的家人，因而僱請了麥克，希望他能夠殺死杜可。但麥克沒有殺死他，而是設了場苦肉計，導致杜可被警方拘捕並被監禁。由於杜可無法經營販毒集團的毒品事業，海克特薩拉曼卡接手。海克特以50000美金委托麥克提供關鍵證據，以換取杜可的減刑，麥克本來拒絕，但海克特以麥克的家人威脅他，麥克便同意了。為了保障家人的安全，麥克嘗試暗殺海克特，但卻被神秘人勸阻。查克為了迫使吉米放棄當律師，將金的客戶給搶去給HHM，憤怒不已的吉米為了報復，以照料舊疾復發的查克為由，偷偷在查克為客戶備妥的法律文件動手腳，使得查克當庭出糗，因案件被迫延期，該客戶急於處理便重新雇用金魏斯勒，氣急敗壞的查克，查明真相後，誘使吉米吐露犯罪自白，並將其錄音存證。

### 第三季（2017）
徹底撕破臉的兄弟兩人對簿公堂，吉米最終被判處罰鍰及社區勞動服務，但查克的真正目的是使吉米丧失律师资格，促使新墨西哥州律師公會召開聽證會，吉米為了自己辯護提出多年照顧查克卻飽受欺辱的事證，並用計使查克承認其隱疾僅是心理作用，查克當庭怒吼失態，最終吉米僅仅被判處不得執業一年，期間吉米無法執業，又不肯放下自尊接受金的救濟，一度窮困潦倒，只好到處兜售其先前買的電視台廣告合約。期間金因操勞準備客戶的訴訟資料，趕赴與客戶會面的途中因疲勞駕駛發生車禍，手臂骨折暫時需要休養，金與吉米兩人索性暫時停業，搬出了兩人租賃的辦公室。
同時，由於海克特的毒品運輸線被麥克告發，導致海克特決定使用納丘父親的汽車店作為新的運輸線，納丘為了不想將自己的家人牽扯至販毒集團中。決定趁海克特不注意時，將海克特的心臟病藥偷偷調換成由成假膠囊，導致海克特心臟病發。葛斯看見後立即搶救，才令他逃過一死。海克特從此因中風終身癱瘓，只能夠動一根手指。
另一方面，查克悻悻然回到HHM上班，卻發現漢姆林认为他已经不再是过去的查克，将其逼出了律所。万念俱灰的查克回到家，踢翻油燈在大火中自尽。

### 第四季（2018）
得知查克自盡的噩耗後，新墨西哥州的律師同行都紛紛前來哀悼，但在喪禮上吉米卻沒有那麼悲傷，反顯得一派輕鬆，霍華德因先前勸查克退休，相當愧疚認為是自己害死了查克，而HHM事務所也因支付查克的遺囑而大幅縮減規模，沒了當年的榮景。吉米在停業期間，做起了手機通訊行的工作，因實體店面生意不佳，開始开车四處兜售拋棄式手機，將不易追蹤的拋棄式手機賣給幫派分子、癮君子、妓女、遊民等三教九流之徒，也為了日後律師復業累積了許多潛在「客戶」。金在骨折休養期間當起了公設辯護人，並逐漸找回當律師的熱情。
同時，葛斯發現了納丘是調換海克特的藥物的真兇，於是用他的家人威脅納丘，要納丘成為薩拉曼卡家的間諜。另一方面，葛斯請麥克協助並監督德國工程師維爾勒齊格勒與他的團隊建造地下冰毒實驗室，也就是在未來絕命毒師中華特和傑西工作的實驗室，以方便日後取代販毒集團在販賣可卡因的地位。由於海克特現在的狀況無法管理毒品事業，拉洛薩拉曼卡前來接手。維爾勒在工程期間因家人的探訪而擅自走出工地，導致被拉洛發現地下實驗室的事。麥克找到維爾勒後無奈地槍殺了他，地下實驗室因拉洛的存在也要暫時停工。
吉米在寻求恢复律师身份的陈述上，向委員會作了一番发自肺腑的发言，但委员会认为吉米对查克隻字未提，不够真诚，故駁回了其请求。吉米相當氣憤，以查克的名義共同替大學成立圖書館，並刻意向律師同行洩漏風聲，以向律师界放出自己非常思念哥哥的信号。并在上訴陈述中作了一番看似深情，实则句句违心的陈述，打动了委员会，终于取回了律師執照。金也被他的陈述打动，但吉米在胜利的喜悦中告诉金，自己刚刚所说的一切皆是谎言。在金的茫然中，吉米決心摆脱哥哥的阴影，正式改名索爾．古德曼。

### 第五季（2020）
吉米在正式以索爾古德曼為名執業後，生意與名氣蒸蒸日上，期間漢姆林試圖勸其重回HHM工作，吉米不僅回絕了過去正眼都沒瞧過自己的前上司，私底下還以羞辱性的惡作劇回敬，惹得漢姆林相當不快；金為了梅薩維德銀行處理法律文件四處奔波，梅薩維德銀行為了擴展企業版圖，四處收購土地興建分行，不料竟遇上不願遷居的釘子戶，不論如何威脅利誘皆不為所動，梅薩維德總裁凱文建議報警強行拆遷。金出於惻隱之心，不顾財團利益向吉米求助，吉米遂擔任該名釘子戶的辯護律師，以各種奇招拖延拆遷，并在骗了金的情况下抓住了梅薩維德的把柄，成功逼走银行。金对吉米的欺骗十分愤怒，为了挽留两人的关系，她让吉米今后不得再欺骗自己，并以结婚作为保障，两人终于成为夫妻。另一方面，因拉洛在調查地下實驗室的途中殺了一名找換店店員，導致自己被捕。他找上了吉米作為其辯護律師，吉米雖成功爭取到保釋的機會，但高達七百萬美金的巨額保釋金，使拉洛需要一個不被對頭察覺的中間人代其提領，「你想成為販毒集團的朋友嗎?」，吉米經過一番掙扎後，還是在誘人的條件下答应了，最终也意外地把金带入了贩毒集团的危險裡。在拉洛被保釋，逃去墨西哥後，當晚葛斯派出了殺手團隊血洗拉洛在墨西哥的老家，但拉洛倖存，並殺死了葛斯派來的殺手，並叫其中一位倖存的殺手向葛斯報告自己虛假的死訊，隨後解決了最後倖存的殺手，最後，拉洛發現沒有納丘的屍體，也了解到了納丘是叛徒，之後滿腔怒氣地離開了他的老家。

### 第六季（2022）
吉米與小金持續沉浸在遊走道德邊緣的犯罪快感，為了能獲得養老院案的和解金分成，他們將下一個目標訂為昔日的上司漢姆林，在律師同行之間散播關於漢姆林嗑藥、私生活不檢點等不實傳聞，漢姆林氣得與吉米當面對質，並雇用私家偵探監視吉米的一舉一動。另一方面，拉洛在葛斯福林派出的刺客手中活了下來，薩拉曼卡家族開始全力追殺叛徒納丘，納丘深知自己成了葛斯福林的棄子，在與麥克對質後，獲得父親的人身安全保證，最終承擔暗殺罪名並飲彈自盡，但生性多疑的拉洛並不相信，他認為幕後主使者就是死對頭葛斯福林，他暗中調查證據並伺機而動，他知道葛斯最近秘密進行的地下工程一定事有蹊俏。葛斯福林與麥克研判拉洛仍活著，開始嚴加戒備可能的報復行動，在麥克指示下，葛斯寸步不離安全屋。小金得知老人院和解案將由一名退休法官擔任公證人，於是吉米找人扮演擔任公證的法官，偽造出兩人私下交易的照片，漢姆林得知此事後暗忖一定是吉米在暗中搞鬼，於是在和解案上與法官本尊發生爭執，事後才知道被吉米擺了一道。在吉米與小金在住所慶祝大獲全勝時，漢姆林帶著醉意找上門來，質問兩人為何要如此對他，吉米與金二人強作鎮定矢口否認，此時拉洛卻悄悄出現在其身後。
原來拉洛早已隻身潛回阿布奎基，但由於葛斯的住所、炸雞店周圍防備森嚴，他找不到一個合適的時機，為了引蛇出洞，再加上他覺得經由納丘介紹的律師吉米可能與暗殺一事也有關聯，於是將腦筋動到了吉米身上。吉米與小金見到拉洛大驚失色，二人趕忙要漢姆林離開此地，漢姆林不明所以，便被拉洛一槍爆頭而亡，拉洛隨即用槍控制二人，他以吉米為人質，指示小金開車前往葛斯住所，槍殺他後回來，時限是一小時以內。小金為了吉米的安全，猶豫許久仍按下了葛斯住所門鈴，但很快便被麥克制服，麥克從驚魂未定的小金口中得知拉洛就在吉米的住處，帶隊前往搜查，但這實際上是拉洛的調虎離山之計，葛斯隱約感覺不對勁，急忙趕往地下實驗室所在的洗衣廠，但被等候多時的拉洛用槍控制，拉洛逼迫葛斯錄下關於私自建造實驗室的自白，事後再以此跟大毒梟艾拉迪歐交代，自認為勝券在握的拉洛疏於防備，葛斯趁機踢掉地下室的電源，在黑暗中對拉洛連開數槍，拉洛最終身中數槍而亡。
事後麥克負責處理善後，他要求吉米與小金三緘其口，營造出漢姆林自殺的假象後離去，留下驚魂未定的二人。吉米認為只要對外口徑一致便可回到往日的生活，但小金內心仍保有良知，在見到漢姆林的遺孀後心懷愧疚，認為要不是二人的惡劣玩笑，漢姆林也不會因此枉死，於是主動放棄了律師資格，並與吉米離婚，離開了阿布奎基，二人就此分道揚鑣。多年後，吉米成為了唯利是圖的索爾古德曼，作為阿布奎基人盡皆知的滑頭律師，專替犯罪分子打官司，陰錯陽差之下得以結識華特‧懷特與傑西‧平克曼，嗅到無限商機的他向二人遞出橄欖枝，以犯罪團夥的智囊自居，就此開啟了後續絕命毒師的劇情。

## 演員與角色

### 主要演員
| 演員                   | 角色                                          | 介紹 |
| ---------------------- | --------------------------------------------- | --- |
| 鮑勃·奧登科克 （Bob Odenkirk）     | 吉米·麥吉爾 （James Morgan "Jimmy" McGill） / 薩爾·古德曼 (Saul Goodman) | 原本是個擅長詐騙的罪犯，綽號為假摔王吉米（Slippin' Jimmy），名牌律師查克·麥吉爾的弟弟，出獄後到哥哥查克的公司HHM律師事務所擔任送信小弟，之後靠自己進修，努力考上律師，卻被周遭的人看不起，加上自己崇拜的哥哥對自己的不認同，導致吉米漸漸成為在《絕命毒師》中的滑頭律師——"薩爾·古德曼"。在《絕命毒師》的事件後，改名吉恩·塔科維克 (Gene Takovic) 繼續生活。 |
| 喬納森·班克斯 （Jonathan Banks）     | 麥克·艾曼翠岳 （Michael "Mike" Ehrmantraut）                            | 來自費城的前警察，為了替隸屬同警隊的兒子麥特報仇，槍殺貪汙罪的同事，躲至阿布奎基後低調度日，在法院的停車場當收費員，因對兒媳史黛茜與孫女凱莉有所虧欠，不惜在黑市交易中擔任保鑣，以賺取外快。在擔任法庭的停車場收銀員時認識吉米，數度擔任吉米的私人調查員。後成為葛斯建立毒品帝國或不可缺的協力者。                                           |
| 蕾亚·塞洪 （Rhea Seehorn）         | 金·魏斯勒 （Kimberly "Kim" Wexler）                                | 暱稱小金。吉米在HHM律師事務所裡唯一的一個朋友，靠自己的實力一路從最基層升遷到高級律师。第二季時，與吉米成為一對戀人，自立門戶後，兩人合租一間辦公室，但最後因理念不同而未能維持。即便如此，兩人仍在對方有困難時互相支持及幫助對方。 |
| 邁克爾·麥基恩 （Michael McKean）     | 查克·麥吉爾 （Charles "Chuck" McGill）                              | 吉米的哥哥，認為自己對電磁波過敏，從不踏出家門也無法使用任何電器用品。他原本是個受到眾人敬愛的HHM律師事務所的創始者。為人偏執，生病後，一切生活起居皆由吉米照料，雖愛著弟弟吉米，但打從心底瞧不起盡耍小聰明的吉米，不認同其律師身分，處處與其為難。                                                                                          |
| 帕特里克·法比安 （Patrick Fabian）   | 霍華德·漢姆林 （Howard Hamlin）                            | HHM律師事務所的主要合夥人，查克的合夥人兼好友，吉米與金的前上司，在法律界享負盛名。事事將公司的利益放在首位。在查克的指使下阻撓吉米進入HHM律師事務所成為律師。 |
| 邁克爾·曼多 （Michael Mando）       | 納丘·瓦加 （Ignacio "Nacho" Varga）                                | 一個聰明、具有強大野心的罪犯，隸屬於黑幫—薩拉曼卡家族，為了自己的家人而從事販毒行業。缺乏安全感，會去除所有對自己家人有威脅的因素。是令海克特終身殘廢的元兇。對麥克十分尊敬。 |
| 詹卡洛·埃斯波西托 （Giancarlo Esposito） | 葛斯塔沃·福林 （Gustavo "Gus" Fring）                            | 表面上是炸雞兄弟連鎖快餐店老闆，實際上從事毒品經銷事業。為人工於心計、處事小心。因好友被海克特·薩拉曼卡開槍打死，因此處心積慮想除去海克特·薩拉曼卡這一競爭對手。 |
| 托尼·代尔顿 （Tony Dalton）       | 拉洛·萨拉曼卡 （Lalo Salamanca）                            | 海克特的侄子，也是杜可、萊昂內和馬可的表哥，與海克特在販毒集團中的地位相當。在海克特中风后，他帮助经营家族的毒品生意。在無意中發現了葛斯於洗衣廠地下的冰毒實驗室工程後，鍥而不捨地進行調查。曾是薩爾的其中一位客戶，也為薩爾帶來了不可磨滅的心理陰影。                                                                                       |

### 常駐角色
- 杰瑞米·沙姆斯（Jeremy Shamos）和茱莉・安・艾茉莉（英语：Julie Ann Emery）
飾演克雷格·凱特曼 (Craig Kettleman) 與  貝琪·凱特曼 (Betsy Kettleman)

一位郡財務部長和他的妻子，企圖藏匿利用職位之便非法侵佔的金錢。在歸還贓款過後，開設了一間税務店。
- 凱瑞·康頓 飾演史黛西·爾曼特勞 (Stacey Ehrmantraut)

麥克的兒媳。在丈夫麥特被害的不久後與麥克和女兒凱莉一同由費城搬往阿布奎基。
- 飾演馬可 (Marco)

吉米以前在伊利諾伊州時最好的朋友兼共犯。
- 彼得·迪斯特（英语：Peter Diseth） 飾演比爾·奧克利 (Bill Oakley)

阿布奎基地方副檢察官，在《絕命毒師》事件發生後成為了辯護律師。
- 飾演克里夫·梅恩 (Clifford Main)

於第二季登場。D&M事務所的合夥人之一，吉米的前上司，霍華德的同行兼好友。
- 飾演曼努爾·瓦爾加 (Manual Varga)

納丘的父親。擁有一間汽車修理店。
- 飾演凱文·華特爾 (Kevin Wachtell)

梅薩維德銀行首席執行官，負責梅薩維德業務在美國各區的發展。非常看好小金。
- 飾演里奇·史威卡 (Rich Schweikart)

S&C事務所的合夥人之一，小金的前合夥人，HHM的主要競爭對手。負責梅薩維德的擴充業務。
- 飾演萊爾 (Lyle)

保羅斯餐廳的經理，為人盡責。
- 飾演維爾勒·齊格勒 (Werner Ziegler)

來自德國的工程師，被葛斯委托建造洗衣工廠的地下室，本人全然不知地下室是用於製作冰毒。麥克的好友兼協助者。
- 何家蓓 飾演雪柔·漢姆林 (Cheryl Hamlin)

霍華德的妻子，與霍華德的婚姻並不順利。霍華德死後不相信他是吸毒自殺的。在《絕命毒師》事件後才從小金的口中得知真相。
- (第四季)及 (第六季)
飾演傑夫 (Jeff)

計程車司機，在《絕命毒師》事件後登場。在奧馬哈的購物中心認出了吉恩就是薩爾。
- 卡蘿爾·伯內特 飾演瑪莉安 (Marion)

傑夫的母親，在《絕命毒師》事件後登場。對吉恩很有好感。

### 絕命毒師角色
- 飾演杜可·薩拉曼卡 (Tuco Salamanca)

墨西哥黑幫薩拉曼卡家族成員，海克特的姪子，相當瘋狂、好戰。
- 飾演海克特·薩拉曼卡 (Hector Salamanca)

杜可的叔叔，墨西哥毒梟集團的高級成員，黑幫薩拉曼卡家族領導人。葛斯的天敵。於絕命律師時間線時身體尚未癱瘓，生活仍能自理。
- 丹尼爾·蒙卡達 (Daniel Moncada) 和路易斯·蒙卡達 (Luis Moncada) 
飾演萊昂內·薩拉曼卡 (Leonel Salamanca) 與 馬可·薩拉曼卡 (Marco Salamanca)

來自薩拉曼卡家族的雙胞胎專業殺手，單靠兩人便可以滅掉一個小販毒集團。
- 和
飾演 與

杜可的跟班。
- 麥斯希姆諾·阿爾奇尼加 (Maximino Arciniega) 飾演多明哥·莫林納 (Domingo "Krazy-8" Molina)

綽號"瘋八"。海克特和納丘的下屬。
- 和 
飾演維克特  (Victor) 與 泰瑞斯  (Tyrus Kitt)

葛斯的心腹。
- 飾演埃拉迪歐 (Don Eladio Vuente)

墨西哥毒梟集團的老大，波沙、海克特和拉洛的上司。
- 飾演胡安·波沙 (Juan Bolsa)

墨西哥毒梟集團的高級成員，葛斯的上司。
- 飾演修爾·巴賓諾 (Huell Babineaux)

索爾雇用的保鏢，做事十分利索。
- 飾演蓋爾•博切契爾 (Gale Boetticher)

葛斯的前製毒師，能夠成功製造中上水平純度的冰毒。
- 飾演莉蒂亞·羅達特奎爾 (Lydia Rodarte-Quayle)

牧歌電氣公司高級幹部，葛斯的同夥。幫助麥克洗錢。
- 飾演艾米利奧·科亞馬 (Emilio Koyama)

傑西和多明哥的朋友，薩爾的客户之一。
- 勞勃·佛斯特 飾演艾德·加布雷斯 (Ed Galbraith)

在劇中被多次提及，於第五季現身。吸塵店店主，私下提供潛逃、假身份等等的服務。
- 迪恩·諾里斯 飾演漢克·史瑞德 (Hank Schrader)

《絕命毒師》主要配角，於第五季客串。緝毒署特別探員，華特的襟弟。
- 飾演史蒂夫·戈梅茲 (Steve Gomez)

於第五季客串。漢克的同事兼知己。
- 貝茜·布蘭特 飾演瑪麗·史瑞德 (Marie Schrader)

《絕命毒師》主要配角，於第六季客串。漢克的妻子。與史蒂夫的妻子一同出席見證了法官對薩爾的審判。
- 布萊恩·克蘭斯頓 飾演華特·懷特

《絕命毒師》主角，於第六季尾聲客串演出。
- 亞倫·保羅 飾演傑西·平克曼

《絕命毒師》主角，於第六季尾聲客串演出。

## 製作

### 概念
2012年七月，《絕命毒師》執行製作人文斯·吉利根暗示可能會有個關於索爾·古德曼的衍生劇。在一個訪談中，他表示很喜歡「一個主要律師為了不上法庭而願意做任何事（但會照著法院基本的步驟）的律政連續劇」的概念。
2013年四月，吉利根與彼得·古爾德確認會執行這齣衍生劇（古爾德是寫古德曼在絕命毒師初登場那集的劇本作家）。

### 選角
鮑勃·奧登科克演出在《絕命毒師》裡的同名角色。2014年1月，宣布喬納森·班克斯也將演出同名角色，並且是主要角色。亞倫·保爾宣布有跟吉利根認真討論過在此劇客串，但後來他告訴哈芬登郵報這是不會發生的。另一位《絕命毒師》演員，丁恩·諾里斯也說將不會在此劇客串，部分原因是為了拍攝CBS電視劇穹頂之下。 
吉米的哥哥查克·麥吉爾，找來了分別與奧登科克和吉利根合作過的邁克爾·麥基恩飾演。其他演員陣容還包括：蕾亚·塞洪飾演 金·韋克斯勒，帕特里克·法比安飾演 霍華德·漢姆林，邁克爾·曼多飾演 納喬·瓦爾加。

## 評價
2019年，英國《衛報》將其列入21世紀最偉大的100部電視劇集名單第48名。

## 絕命毒師後續劇情
在第一季至第五季的第一集開頭，以及第六季的第十至第十三集，都會以黑白畫質形式顯示索爾·古德曼在《絕命毒師》之後的故事，顯示如同他在絕命毒師最後登場前中所說過的：“我能在奧馬哈的一家肉桂卷甜品店裏工作就不錯了”。他確實在之後潛逃至奧馬哈，隱姓埋名，成為了一家甜品店的經理討生活。以下是每一季顯示的各個故事。

### 第一季
索爾·古德曼，曾經風光一時的風騷律師，如今畏罪潛逃至內布拉斯加州奧馬哈，化名為吉恩·塔科維克，成為當一個肉桂卷甜品連鎖店的經理。他改變面部形象，留禿頂與一撮小鬍子，日復一日地為顧客服務；而每天也要提心吊膽冒著被人認出的危險。晚上時，他會一邊酗酒、一邊含著淚、一邊觀看自己當律師時的廣告錄影帶。

### 第二季
索爾有一晚關門打烊時，獨自到商場的垃圾庫裏倒垃圾，卻因為沒把住門而導致他被反鎖在垃圾庫裏。由於打開旁邊的緊急出口會通知警方，索爾沒有辦法冒險而只好在裏面關整整兩個多小時。直到最後，清掃人員進來才讓他出去，而索爾在期間因為無聊，而在旁邊的牆上用釘子刻下小字：「索爾·古德曼到此一遊」（S. G. Was Here）。

### 第三季
索爾開門經營的一天，在午餐時間時獨自出去，坐在商場的一張長椅上吃午餐。而這時一個偷影碟的小偷跑過來躲進投幣照相庫裏，索爾在保安和警察過來搜尋時，將小偷的躲藏地點暴露給他們。當小偷被逮捕時，索爾似乎因為曾經看不慣這種事情，因此突然間起身對小偷喊出：「什麼也別說！知道嗎！找個律師！」。保安和警察沒有再理會他的言行，當索爾回去工作時，因為受驚嚇所導致的休克而在同事面前昏倒……

### 第四季
昏倒後，索爾被EMT人員抬上擔架，並由救護車送至賣場附近醫院，甦醒後醫生表示其身體並無明顯異狀，稍作休息便能自行出院，離院前，護士要其出示其駕照以列印帳單，索爾戰戰兢兢深怕偽造身分的事曝光，勉為其難地報出其身分安全碼。隨後搭上計程車返家，路途中疑神疑鬼，看見車窗上吊着一個寫着阿布奎基的吊飾。同時，他透過車窗發現司機在打量他，於是在住處前的幾個路口提早下車，索爾惴惴不安，深恐遭人監視。

### 第五季
索爾回到家後，生怕身分曝光，一整晚憂心忡忡地收聽著警用頻道，甚至連夜更換了車牌號碼。返回工作崗位的索爾，午休時間愁眉苦臉地啃著三明治，有兩名男子向其走來，其中一人是上一季出現的計程車司機，似乎認出了索爾，上前向其搭話，該男子表示他叫傑夫，來自阿布奎基，表示看過他的廣告絕對沒認錯人，索爾原先抵死不認，但看到附近有警察，生怕事情鬧大，只好默默點頭承認，男子聽得興起，便要求索爾擺出招牌動作及說出廣告詞口頭禪，索爾凹不過男子的要求只好照做。打發該男離開後，索爾認為身分曝光在即，用公共電話打給了先前幫他偽造身分的吸塵器店主艾德，想一走了之，但就在最後，索爾又改變了主意，放下了話筒......

### 第六季
索爾為了杜絕一切會令自己身份敗露的可能性，他摸清傑夫的底細，刻意接近傑夫的母親。為了不讓傑夫張揚，索爾認為傑夫對犯罪的世界有興趣，然而他無從入手，於是他遊説傑夫跟他做事，便可以正式加入充滿金錢和犯罪的「遊戲」，跟著他做事便可以在這場「遊戲」中「獲利」。兩人按照計畫，於賣場打烊後，索爾以職務之便支開了賣場的保全，傑夫趁空檔搜刮賣場的精品，銷贓後各自分了一筆錢，事後索爾告訴傑夫，如今大家都是同一條船上的人，彼此都握有把柄，誰也別去告密，說完便要其發誓從此兩不相欠。即便隱姓埋名逃亡多年，索爾仍四處打聽阿布奎基的風聲，在聯繫上前助理法蘭西絲卡後，他獲得了小金的聯絡方式，小金辭去律師後，搬到佛羅里達，擔任灑水器事業的員工，交了新對象並過著平淡的生活，在接到了前夫的電話後，小金昔日的負罪感再度湧上心頭，她告訴索爾應該出面自首，索爾一直以來的生存方式與信念被小金否定，索爾怒不可遏，譏諷小金不過是自命清高，說罷便掛斷了電話。小金為了跟過去的自己徹底告別，分別來到了阿布奎基地檢署和霍華德前妻雪柔的家中交代了當年霍華德之死的經過。與此同時，索爾卻重操舊業，拐騙酒吧客人的身分證、駕照，以此兜售個資賺錢，然而他的同夥傑夫卻在一次行動發生車禍，失風被警方逮捕，雖然索爾一再拍胸脯保證他平安，在勸傑夫母親為其出面保釋時，被傑夫母親認出他便是騙徒索爾古德曼，她報警後索爾只能狼狽地逃跑，在垃圾箱中灰頭土臉地被警方逮捕。索爾面臨著多項洗錢、參與販毒、協助毒販謀殺緝毒局探員等罪名指控，刑期高達百餘年，餘下一條路便是認罪協商，索爾施展三寸不爛之舌，在探員們面前施展苦肉計試圖撇清責任，最終索爾成功將刑期減至7年。但在索爾試圖用霍華德之死的真相作為其入獄後附加服務的條件時，得知小金早已和盤托出時，他訝異不已。出庭時見到出席的小金，他才意識到多年來泯滅良知不過是逃避錯誤，便放棄了認罪協商，接受檢方的所有指控，從索爾·古德曼變回真正的自己—吉米·麥吉爾。吉米最終被判刑86年，代表他將在獄中度過餘生。最後小金恢復律師身分，以律師名義來獄中探視他，兩人相視無語，抽著同一根菸，正如當年在HHM事務所相識的他們。

## 資料來源
1. ↑  Meslow, Scott. . GQ. 2017-04-10  [2018-11-21]. （原始内容存档于2017-04-19）.
2. ↑  Jensen, Jeff. . Entertainment Weekly. 2015-01-28  [2015-04-01]. （原始内容存档于2021-01-25）.
3. ↑  Lowry, Brian. . Variety. 2015-01-21  [2015-04-01]. （原始内容存档于2020-11-03）.
4. ↑  Cornet, Roth. . IGN. 2013-09-11  [2013-09-11]. （原始内容存档于2013-09-13）.
5. ↑  .   [2015-04-13]. （原始内容存档于2021-02-27）.
6. ↑  Roots, Kimberly. . TVLine. 2014-11-20  [2014-11-20]. （原始内容存档于2015-05-04）.
7. ↑  .   [2015-04-13]. （原始内容存档于2020-11-05）.
8. ↑  . Deadline.com. 2012-07-15  [2012-07-19]. （原始内容存档于2013-10-02）.
9. ↑  Andreeva, Nellie. . Deadline.com. 2013-09-11  [2013-09-13]. （原始内容存档于2014-08-10）.
10. ↑  Andreeva, Nellie. . Deadline.com. 2013-04-09  [2013-04-09]. （原始内容存档于2014-03-21）.
11. ↑  Kenneally, Tim. . The Wrap. 2014-01-27  [2014-01-27]. （原始内容存档于2015-05-15）.
12. ↑  Pearson, Ryan. . The Washington Post. 2014-03-09  [2014-05-01]. （原始内容存档于2017-08-22）.
13. ↑  Whitney, Erin. . The Huffington Post. 2014-06-13  [2014-06-13]. （原始内容存档于2015-07-03）.
14. ↑  Dekel, Jonathan. . The National Post. 2014-07-03  [2014-07-03]. （原始内容存档于2014-08-11）.
15. ↑  Friedlander, Whitney. . Variety. 2014-04-30  [2014-05-01]. （原始内容存档于2015-08-16）.
16. ↑  Friedlander, Whitney. . Variety. 2014-07-11  [2014-07-12]. （原始内容存档于2015-04-28）.
17. ↑  . The Guardian. 2019-09-16. （原始内容存档于2019-11-01） （英国英语）.

## 外部鏈接
- 在Netflix上觀看《絕命律師》
- 互联网电影数据库（IMDb）上《絕命律師》的资料（英文）